# Orchard Towers
Orchard Towers (en chino: 豪杰大厦) es un edificio de oficinas de 18 plantas en Singapur, ubicado en la esquina de Claymore Road y Orchard Road. Los cinco primeros pisos albergan diversos establecimientos de ocio (tales como bares de copas y clubes nocturnos) y comercios minoristas, mientras que los locales del resto de plantas se alquilan como oficinas. Durante el día, Orchard Towers funciona como un complejo comercial y de oficinas, aunque el lugar es más conocido por la gran cantidad de prostitutas que ofrecen allí sus servicios, sobre todo de noche. La abundante presencia de trabajadoras sexuales le ha valido el apodo de "Los Cuatro Pisos del Placer" (en inglés: Four Floors of Whores) al edificio. Asimismo, el complejo de Orchard Towers consta de una segunda torre aparte de la principal, con 58 apartamentos en régimen de propiedad vitalicia.
Las embajadas de Rumanía y Camboya, así como el consulado honorario de Mauricio, se encuentran en los pisos octavo, décimo y noveno del edificio respectivamente.

## Historia
La construcción del edificio finalizó en 1975. Tras la apertura de Orchard Towers, sus locales fueron alquilados por diversas empresas para establecer comercios minoristas y oficinas. De entre estos negocios, el más relevante era un cine con aforo para 477 espectadores, que abrió sus puertas en el local de la planta superior del rascacielos en 1978. No obstante, el establecimiento acabó cerrando en 1982, al igual que otros cines que se instalaron en ese mismo local, hasta que dicho espacio fue ocupado por el bar TOP 5 en 1985. Aparte de los negocios legítimos anteriormente mencionados, Orchard Towers atrajo también a numerosas prostitutas, que comenzaron a captar clientes en el edificio a partir de la década de 1980.

### Doble asesinato
El 2 de enero de 2002, Michael McCrea (también conocido como Mike Townsend), un inmigrante británico de unos 40 años de edad, asesinó en su apartamento en Pinewood Garden a su amigo Kho Nai Guan (46), chófer de profesión, y a la prometida de este, Lan Ya Ming (30). McCrea tuvo un cómplice en el doble asesinato, llamado Audrey Ong. Tras matar a Kho y Lan, los asesinos depositaron ambos cadáveres en un Daewoo Chairman 400 plateado, que luego abandonaron en la sexta planta del aparcamiento de Orchard Towers. El 7 de enero, un tal Peter Chong halló el vehículo con los cadáveres y avisó a los vigilantes de seguridad del aparcamiento, que a su vez informaron del crimen a la policía de Singapur.
El 7 de febrero de 2003, Audrey Ong fue condenado a 12 años de cárcel por su implicación en ambos asesinatos. Tiempo después, el 27 de septiembre de 2005, las autoridades de Reino Unido extraditaron a Michael McCrea a Singapur, y el 29 de junio de 2006 se le impuso una condena de 24 años de prisión por el doble asesinato.

## Prostitución
Las prostitutas utilizan Orchard Towers como punto de encuentro para captar clientes, principalmente turistas y trabajadores extranjeros residentes en Singapur. La mayoría de ellas trabajan por cuenta propia, y muchas son extranjeras que viajaron a Singapur con un visado de turista, de forma que a efectos legales no pueden trabajar en el país. Por este motivo, la policía suele llevar a cabo redadas en el edificio. Entre los países de origen de estas prostitutas se cuentan Vietnam, Tailandia, Filipinas y China.